# Dysstroma omicronata
Dysstroma omicronata là một loài bướm đêm trong họ Geometridae.